# Fáskrúðsfjörður
Fáskrúðsfjörður (spesso chiamata anche Buðir) è una città nell'Islanda orientale.
Ha una popolazione di 611 abitanti ed è uno dei villaggi che costituisce la municipalità di Fjarðabyggð.

## Amministrazione

### Gemellaggi
- Gravelines,  Francia

## Galleria d'immagini

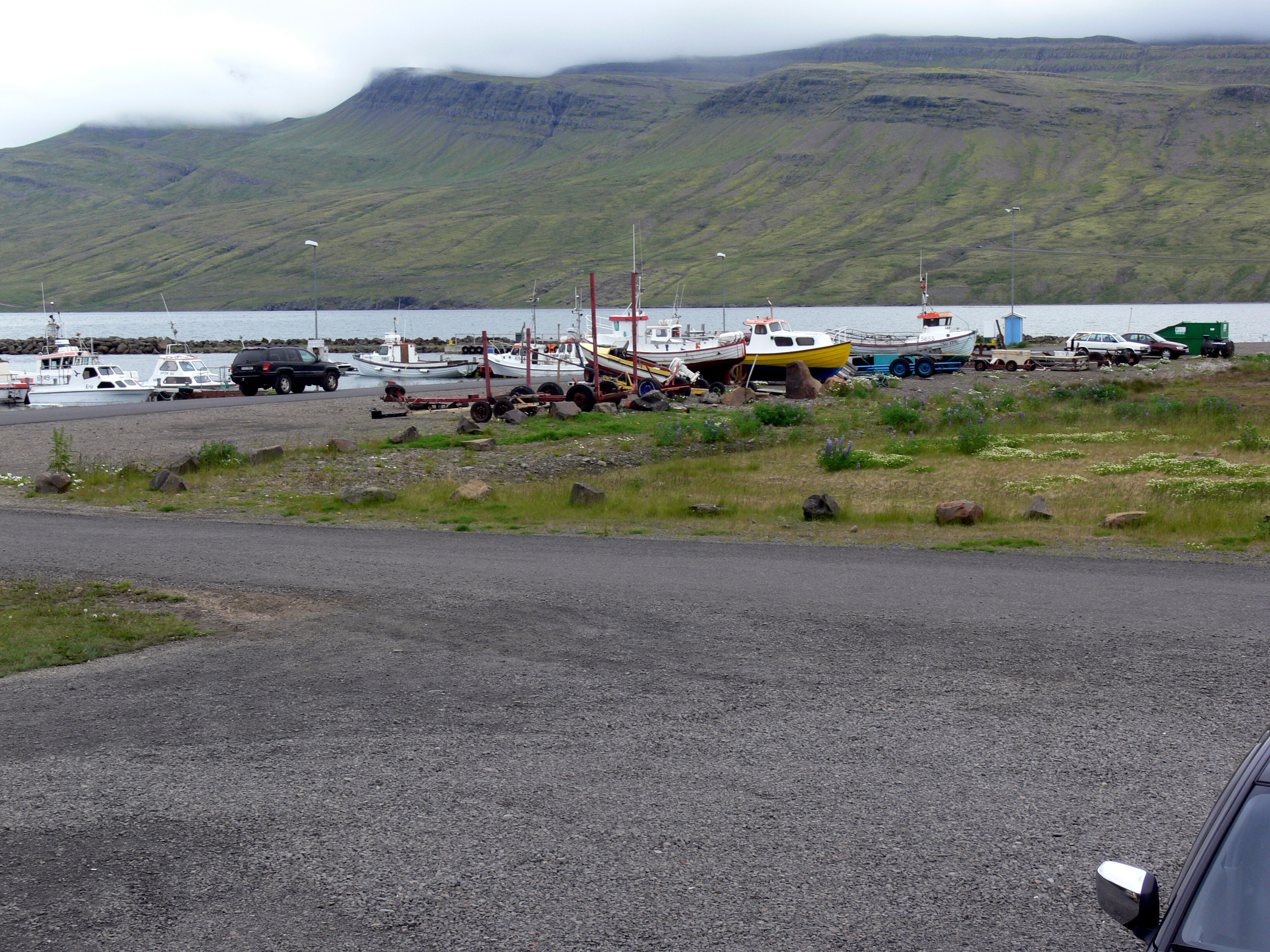
Veduta del porto
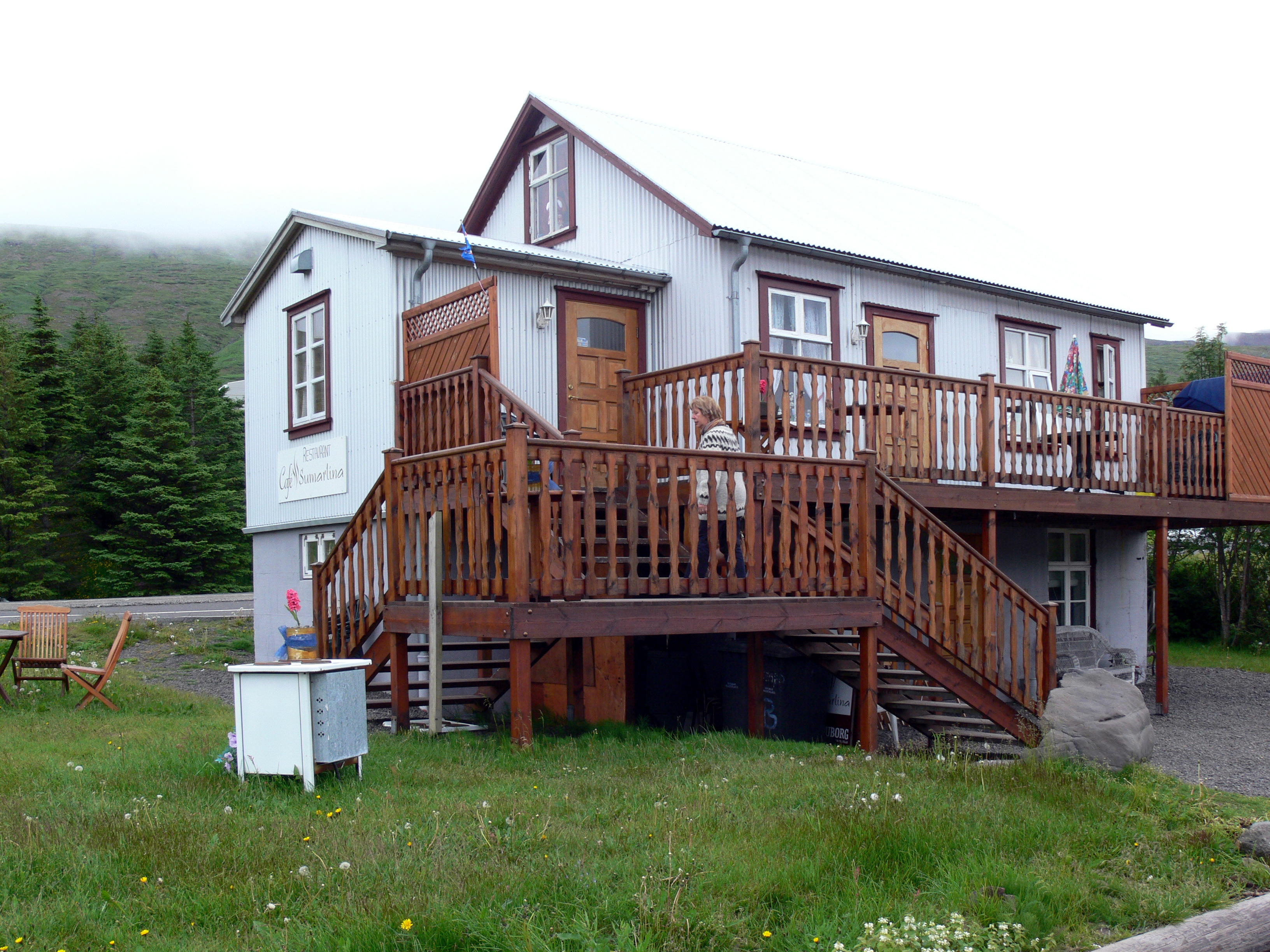
Restaurant Café Sumarlína